# Vincent Péricard
Vincent de Paul Péricard (Efko, 3 ottobre 1982) è un ex calciatore francese di origini camerunesi, di ruolo attaccante.

## Biografia
Il 24 agosto 2007 viene arrestato e incarcerato per quattro mesi, per avere mentito su chi fosse davvero al volante della sua auto dopo essere stato fermato per eccesso di velocità. Viene rilasciato in libertà vigilata dopo cinque settimane, e dotato di un braccialetto elettronico al polso; in seguito a problemi proprio con tale braccialetto, viene arrestato nuovamente il 12 ottobre e rilasciato dopo un mese.

## Carriera
All'età di 4 anni si trasferisce con i genitori in Francia e inizia la sua carriera nel settore giovanile del Saint-Étienne. A 16 anni viene integrato nella rosa della prima squadra ed esordisce il 4 maggio 2000 nella trasferta contro lo Strasburgo, sostituendo nel migliore dei modi il titolare Jose Aloisio. Grazie anche alle ottime prestazioni con le nazionali giovanili francesi, viene visionato dagli osservatori della Juventus che lo portano a Torino nel 2000.
Arriva dunque in bianconero a 17 anni come attaccante di grandi prospettive, ma in un biennio in Piemonte non va oltre a una presenza in Coppa Italia contro la Sampdoria e a uno spezzone di partita in Champions League contro l'Arsenal.
Nel luglio 2002 finisce l'avventura italiana e viene ceduto in prestito in First Division, al Portsmouth di Harry Redknapp dove, nella prima stagione, disputa 32 partite realizzando 9 reti. La squadra inglese viene promossa in Premier League e la Juventus lo cede a titolo definitivo. Per la stagione 2003-2004 è titolare dell'attacco dei Pompey ma, dopo aver giocato sei partite, si procura una lacerazione alla coscia che lo tiene fermo fino a dicembre. Al rientro contro l'Everton si lesiona nuovamente i legamenti e rimane fermo fino all'estate 2005.
Una volta tornato in campo gioca solo pochi spezzoni, sicché in settembre viene mandato in prestito trimestrale allo Sheffield Utd, in First Division. Terminata l'esperienza ai Blades dopo 11 gare e 2 reti, passa al Plymouth per altri tre mesi, realizzando 4 reti in 15 gare.
Nel maggio 2006 viene richiamato a Portsmouth, venendo lasciato libero al termine della stagione. Si accasa così allo Stoke City ma, dopo un ottimo inizio, perde il posto di titolare. Il 14 marzo 2008 i Potters lo cedono in prestito al Southampton, dopo l'arrivo di Jay Bothroyd, fino al termine della stagione. Il 20 maggio 2009 lo Stoke City rende noto che non rinnoverà il contratto in scadenza del giocatore.

## Statistiche

### Presenze e reti nei club
Statistiche aggiornate al 28 giugno 2008.
| Stagione            | Squadra         | Campionato      | Campionato | Campionato | Coppe nazionali | Coppe nazionali | Coppe nazionali | Coppe europee | Coppe europee | Coppe europee | Altre coppe | Altre coppe | Altre coppe | Totale | Totale |
| Stagione            | Squadra         | Comp            | Pres       | Reti       | Comp            | Pres            | Reti            | Comp          | Pres          | Reti          | Comp        | Pres        | Reti        | Pres   | Reti   |
| ------------------- | --------------- | --------------- | ---------- | ---------- | --------------- | --------------- | --------------- | ------------- | ------------- | ------------- | ----------- | ----------- | ----------- | ------ | ------ |
| 1999-2000           | Saint-Étienne   | A               | 2          | 0          | CdF             | 0               | 0               | -             | -             | -             | -           | -           | -           | 2      | 0      |
| 2000-2001           | Juventus        | A               | 0          | 0          | CI              | 0               | 0               | CL            | 0             | 0             | -           | -           | -           | 0      | 0      |
| 2001-2002           | Juventus        | A               | 0          | 0          | CI              | 1               | 0               | CL            | 1             | 0             | -           | -           | -           | 2      | 0      |
| Totale Juventus     | Totale Juventus | Totale Juventus | 0          | 0          |                 | 1               | 0               |               | 1             | 0             |             |             |             | 2      | 0      |
| 2002-2003           | Portsmouth      | FD              | 32         | 9          | FA+LC           | 1+2             | 0+1             | -             | -             | -             | -           | -           | -           | 35     | 10     |
| 2003-2004           | Portsmouth      | PL              | 6          | 0          | FA+LC           | 0+1             | 0+0             | -             | -             | -             | -           | -           | -           | 7      | 0      |
| 2004-2005           | Portsmouth      | PL              | 0          | 0          | FA+LC           | 0+0             | 0+0             | -             | -             | -             | -           | -           | -           | 0      | 0      |
| ago.-set. 2005      | Portsmouth      | PL              | 6          | 0          | FA+LC           | 1+0             | 0+0             | -             | -             | -             | -           | -           | -           | 7      | 0      |
| set. 2005-gen. 2006 | Sheffield Utd   | FLC             | 11         | 2          | FA+LC           | 0+0             | 0+0             | -             | -             | -             | -           | -           | -           | 11     | 2      |
| gen.-giu. 2006      | Plymouth        | FLC             | 15         | 4          | FA+LC           | 0+0             | 0+0             | -             | -             | -             | -           | -           | -           | 15     | 4      |
| 2006-2007           | Stoke City      | FLC             | 29         | 2          | FA+LC           | 1+1             | 0+1             | -             | -             | -             | -           | -           | -           | 31     | 3      |
| 2007-mar. 2008      | Stoke City      | FLC             | 5          | 0          | FA+LC           | 1+5             | 0+0             | -             | -             | -             | -           | -           | -           | 11     | 0      |
| mar.-giu. 2008      | Southampton     | FLC             | 5          | 0          | -               | -               | -               | -             | -             | -             | -           | -           | -           | 5      | 0      |
| 2008-2009           | Stoke City      | PL              | -          | -          | FA+LC           | -+-             | -+-             | -             | -             | -             | -           | -           | -           | -      | -      |
| Totale carriera     | Totale carriera | Totale carriera | 111        | 17         |                 | 14              | 2               |               | 1             | 0             |             |             |             | 126    | 19     |